# Neville Costigan
Pour les articles homonymes, voir Costigan.

a Compétitions nationales et continentales officielles uniquement.

b Matchs officiels uniquement.
Dernière mise à jour le 7 février 2011.
Neville Costigan, né le 16 mars 1985, est un joueur international papouasien  de rugby à XIII. Il évolue au poste de deuxième ligne et participe à la NRL au sein de l'effectif des St. George Illawarra Dragons.

## Sélections nationales
Neville Costigan participe en 2008 avec les Kumuls à la coupe du monde de rugby à XIII qui se dispute alors en Australie.
Il dispute son premier match en équipe nationale lors de l'ouverture de la coupe du monde, le 25 octobre 2008. Cette confrontation entre l'équipe d'Angleterre et la Papouasie se clôture par une victoire de équipe l'Angleterre 32 à 22.